# Drogueria Roca
La Drogueria Roca o cal Codina és un bloc de pisos d'estil modernista de Reus (Baix Camp) inclòs a l'Inventari del Patrimoni Arquitectònic de Catalunya situat al carrer de Monterols, núm. 30. L'arquitecte Pere Caselles la va construir el 1905.

## Arquitectura
És un senzill edifici d'habitatges entre mitgeres, que consta de planta baixa i quatre pisos, amb dues obertures per planta. L'interès de l'edifici el trobem en la decoració de la façana, que combina pintura i esgrafiats, i no tant en la seva concepció arquitectònica. A cada una de les plantes, des de terra fins a la línia d'imposta, hi ha una decoració esgrafiada amb reproducció de formes florals que, en estar retallades sobre un fons vermellós, semblen escampar-se per la superfície. L'esgrafiat, que acaba amb un perfil irregular, encaixa a nivell d'imposta amb la pintura mural que reprodueix estilitzades formes vegetals amb valor lineal de coup de fouet. Les mènsules de pedra que sostenen els balcons tenen flors i fulles decorades, en paral·lelisme amb els dibuixos de l'esgrafiat. A les plantes primera i segona els balcons són correguts. A la tercera i la quarta hi ha dos balcons. Cal destacar també al cornisa superior de la façana.

## Història
L'edifici el va fer construir el 1905 Ernest Codina Roig, propietari d'un negoci majorista d'importació i fabricació de puntes de Brussel·les, brodats suïssos i altres manufactures tèxtils, amb magatzems que donaven al carrer de Galió i una fàbrica a la ciutat suïssa de Sankt Gallen. La forma de les decoracions de la façana, que semblen penjar de cadascun dels pisos, podria estar inspirada en les blondes i puntes de coixí que Ernest Codina comercialitzava des d'aquesta casa.
El divendres 27 d'abril de 2018 es va ensorrar la part interior de l'edifici, començant pel terrat i emportant-se tots els forjats de l'interior. De moment, la façana ha quedat intacta.